# Zosterops olivaceus
Zosterops olivaceus là một loài chim trong họ Zosteropidae.